# Sternoptyx obscura
Sternoptyx obscura är en fiskart som beskrevs av Garman, 1899. Sternoptyx obscura ingår i släktet Sternoptyx och familjen pärlemorfiskar. IUCN kategoriserar arten globalt som livskraftig. Inga underarter finns listade i Catalogue of Life.